# Cefdytoren
Cefdytoren (łac. cefditorenum) – wielofunkcyjny organiczny związek chemiczny, bakteriobójczy antybiotyk beta-laktamowy z grupy cefalosporyn III generacji.

## Mechanizm działania
Cefdytoren jest doustnym antybiotykiem bakteriobójczym, hamującym syntezę ściany komórkowej bakterii Gram-ujemnych oraz Gram-dodatnich poprzez unieczynnianie białek wiążących penicylinę. Cefdytoren jest oporny na działanie większości β-laktamaz. Cefdytoren jest podawany w postaci proleku piwalanu cefdytorenu, który po wchłonięciu z przewodu pokarmowego jest hydrolizowany do aktywnego leku.

## Zastosowanie
- zakażenia u dorosłych i dzieci powyżej 6 m.ż.[4][3]:
  - pozaszpitalne zapalenie płuc
  - zaostrzenie przewlekłej obturacyjnej choroby płuc
  - angina
  - niepowikłane zakażenia skóry i tkanek miękkich

W 2016 roku cefdytoren nie był dopuszczony do obrotu w Polsce.

## Działania niepożądane
Cefdytoren może powodować następujące działania niepożądane, występujące u ponad 1% leczonych:
- biegunka,
- nudności,
- ból głowy,
- ból brzucha,
- kandydoza pochwy,
- dyspepsja,
- wymioty,
- wzrost aktywności aminotransferazy alaninowej (AlAT) w osoczu krwi,
- wzrost aktywności gamma-glutamylotranspeptydazy (GGTP) w osoczu krwi.